# San Cristóbal de Boedo
San Cristóbal de Boedo è un comune spagnolo di 41 abitanti situato nella comunità autonoma di Castiglia e León.